# Jerônimo de Viveiros
Jerônimo de Viveiros (São Luís, 11 de agosto de 1884 — São Luís, 29 de novembro de 1965) foi um professor e historiador maranhense. Foi membro da Academia Maranhense de Letras, onde ocupou a cadeira 8. 

## Biografia
Filho de Jerônimo José de Viveiros  e de Maria Francisca de Viveiros, descendia de uma família de posses no Maranhão. Seus avós paternos foram o Barão e deputado provincial ,além de fidalgo e cavaleiro da Casa Imperial do Brasil, Francisco Mariano de Viveiros Sobrinho e Mariana Francisca Correia de Sousa. E seu bisavô paterno foi o senador do Império do Brasil Jerônimo José  Viveiros, sendo este filho de Alexandre José de Viveiros e de Francisca Xavier de Jesus Sousa. 
Foi demitido, pelo interventor do Maranhão Paulo Ramos em 1937, do cargo de catedrático de História do Liceu Maranhense. O mesmo procedimento adotou o prefeito de São Luís, Pedro Neiva de Santana que o demitiu das funções de Ajudante de Inspetor do Ensino Municipal. Dona Luiza Viveiros encaminhou carta ao ditador Getúlio Vargas e ao ministro da Justiça, Francisco Campos, relatando os abusos contra o marido, trancafiado na Penitenciária, sem direito a receber o seu advogado, que lutava para libertá-lo devido a debilidade de sua saúde. A insistência dela resultou na liberdade do esposo, após o que se mudou para o Rio de Janeiro, onde foi admitido no corpo docente do Colégio Pedro II.

## Obras
- Apontamentos para a história da instrução pública e particular do Maranhão (1937)
- O centenário de Themístocles Aranha (1937)
- O Coronel Luiz Alves de Lima e Silva no Maranhão (1940)
- Alcântara no Seu Passado Econômico, Social e Político (1950)[2]
- História do Comércio do Maranhão, 3 vol. (1954)[3]
- O Engenho Central de São Pedro (1954)
- Benedito Leite, um verdadeiro republicano (1960)[3]
- A Rainha do Maranhão (1965)[3]
- A ficha de Adelino Fontoura na Academia (1967)[3] — lançado postumamente
- Quadros da Vida Pinheirense (2007) - lançado postumamente